# Тавау
Тавау (енгл. Tawau), раније познат као Тавао, је главни град округа Тавау у Сабаху. То је трећи по величини град у Сабаху, после Кота Кинабалуа и Сандакана. Налази се на полуострву Семпорна на југоисточној обали државе у административном центру дивизије Тавау, које се на истоку граничи са Сулуским морем, Целебесим на југу у заливу Колин и дели границу са Северним Калимантаном у Индонезији. Град је 2010. имао процењену популацију од 113.809, док је цело подручје општине имало 397.673 становника.  
Пре оснивања Тавауа, регион око њега био је предмет спора између британске и холандске сфере утицаја. Године 1893. први британски трговачки брод упловио је у Тавау, обележавајући отварање градске морске луке. Британци су 1898. године основали насеље у Тавау. Британска компанија Саба убрзала је раст становништва подстичући имиграцију Кинеза. Као последица јапанске окупације Северног Борнеа, савезничке снаге бомбардовале су град средином 1944. године, сравнивши га са земљом. Након предаје Јапанаца 1945. године, 2.900 јапанских војника у Тавау постали су ратни заробљеници и пребачени у Коту Кинабалу. Тавау је обновљен након рата, а до краја 1947. године економија је враћена у свој предратни статус. Тавау је такође био главна тачка сукоба Индонезије и Малезије од 1963. до 1966. Током тог периода, заштитила га је британска служба специјалних бродова, а чували су га аустралијски разарачи и борбене летелице. У децембру 1963. Индонезија је два пута бомбардовала Тавау и пуцњава се догодила преко међународне границе острва Тавау Себатик. Пронађени су Индонежани који покушавају да затрују водоснабдевање града. У јануару 1965. уведен је полицијски час како би се индонежанским нападачима онемогућило да ступе у контакт са Индонежанима који живе у граду. Док је у јуну 1965. године још један покушај инвазије индонежанских снага одбијен бомбардовањем аустралијског разарача. Војни сукоб је коначно окончан у децембру 1966. 
Међу туристичким атракцијама Тавауа су: међународни културни фестивал Тавау, јапански ратни споменик Тавау, меморијални споменик, музеј чоколаде, национални парк Тавау Хилс и пијаце. Главне економске активности града су: дрво, какао, плантаже уљане палме и узгој гамбора. 

## Историја
Као и већина овог дела Борнеа, и ово подручје је некад било под контролом брунејске империје у 15. веку, пре него што је уступљено султанату Сулу између 17. и 18. века као поклон за помоћ брунејским снагама током грађанског рата на Брунеју. Име Тавао користило се на наутичким картама до 1857. године, а постоје докази о нагодби до 1879. године. Холандска источноиндијска компанија основала је трговинску станицу на Борнеу, мада Холанђани нису имали значајних активности на источној обали. Године 1846. Холандија је потписала уговор са султаном Булунган, где је овај осигурао холандску контролу над тим подручјем. Када су Холанђани почели да функционишу 1867. године, султан је свог сина оженио ћерком султана Таракана. Отприлике у то време холандска сфера утицаја достигла је Тавао. Они су контролисали подручје северно од Таваоа, преклапајући подручје које је контролисао султан Сулу. 
Султанат Сулу је 1878. продао јужни део своје земље ограничен реком Сибуко аустроугарском конзулу Густаву Овербеку, који је касније покушао да територију прода Немачком царству, Аустроугарској и Краљевини Италији на употребу као казнена колонија, али није успео, остављајући Алфреда Дента да управља и успостави привремено удружење. Оно је 1880-их преговарало са Холанђанима о дефинисању границе између подручја које је доделио султан Сулу и подручја за које су Холанђани тражили од султана Булунгана да реши спор настао због непознате тачне локације граница између територије коју је држао султанат Сулу и султанат Булунган. Александар Ранкин Данлоп постао је први становник насеља Тавау. Постигнут је коначни споразум 20. јануара 1891. године. Почетком 1890-их у насељу Тавао живело је приближно 200 људи, углавном имиграната из Булунгана на Калимантану, а неки из Тави-Тави који су побегли из холандске и шпанске владавине.   Насеље је преименовано из Тавао у Тавау. Већина оних који су побегли из холандске колонизације наставили су да тргују са Холанђанима. Године 1893. британски брод Normanhurst упловио је у Тавау са теретом ради трговине. Британци су 1898. изградили насеље које је касније брзо расло када је британска компанија Северни Борнео спонзорисала миграцију Кинеза у Тавау. 
Током Другог светског рата, 16. децембра 1941. године, започела је јапанска инвазија на Борнео. После првог слетања у Мири, Јапанци су се кретали обалом Борнеа од нафтних поља Качинг и према Кота Кинабалу. Живот у Тавау наставио се уобичајено до 24. јануара 1942, када су Јапанци угледани код Бату Тинагата. Окружни службеник Кол Адамс и његов помоћник очекивали су напад у бродоградилишту, али су их Јапанци ухапсили. Антихитлеровска коалиција је започела контранапад на Јапанце средином 1944. године бомбардовањем Тавауа. Од 13. априла 1945. године изведено је шест масовних ваздушних удара на град, концентрисаних на лучке објекте. Последњи и највећи од ових напада био је 1. маја 1945. године, када је 19 консолидејтида B-24 Либерејтор бомбардовало Тавау све док није потпуно сравњено са земљом. После безусловне предаје јапанске 37 армије под вођством генерал-потпуковника Масаоа Бабе средином септембра у Лабуану, 1100 аустралијских војника у Сандакану кренуо је у јапанске базе у Тавау. Укупно 2.900 јапанских војника 370. батаљона под командом мајора Сугасакија Мориукија одведено је као ратни заробљеници и пребачено у Кота Кинабалу. 
На крају рата, град је у великој мери уништен бомбардовањем и ватром; звоник је био једина нетакнута грађевина. Тавау се брзо опоравио. Иако су готово све продавнице уништене, Британски годишњи извештај Северног Борнеа 1947. године написао је да је ,,предратна економија углавном направљена пред крај 1947. године”. У првих шест месеци после рата, Британци су обновили 170 продавница и комерцијалних зграда. До 1. јула 1947. уведене су субвенције за куповину пиринча и брашна.

### Индонежанска конфронтација
Због своје изложене локације у близини међународне границе са Индонезијом, Тавау је постао главна тачка сукоба. У припреми за предстојећи сукоб, Гурке су били смештени у граду са другим јединицама, укључујући „Британски бр. 2 одсек за посебне чамце“ под капетаном Дејвид Вилијам Мичелом. 
У октобру 1963. Индонезија је преселила свој први батаљон од Сурабаја до Себатика и отворио неколико кампова за обуку у близини границе у источном Калимантану (сада Северни Калимантан).  Од 1. октобра до 16. децембра 1963, било је најмање седам пуцњава дуж границе што је резултирало смрћу три Индонежанина. Тупољев Ту-16 прелетео је 7. децембра 1963. залив Тавау и два пута бомбардовао град.
До средине децембра 1963. Индонезија је послала јединицу командоса која се састојала од 128 добровољаца и 35 редовних војника у Себатик. Циљ им је био да заузму Калабакан, а затим нападну Тавау и Сандакан. Индонежанска јединица напала је 29. децембра 1963. краљевски малајски пук. Индонежани су успели да баце неколико граната у спаваонице потпуно неприпремљеног малајског пука. У нападу је убијено осам, а деветнаест рањено малајских војника. Малезијска наоружана полиција на крају је отерала нападаче на север након двосатне битке. 
Године 1964. ситуација у Тавау остаје напета. Група од осам Индонежана задржана је док је покушавала да затрује водоснабдевање града. Извршен је покушај бомбардовања 12. маја 1964. године биоскопа Конг Фах.  Крајем јануара 1965. у Тавау је уведен ноћни полицијски час како би спречио нападаче да ступе у контакт са приближно 16.000 Индонежана који тамо живе. До краја фебруара 1965. године, 96 од 128 индонежанских добровољаца је убијено или заробљено, око 20 се успешно повукло у Индонезију, а 12 је остало на слободи. Покушај индонежанских трупа да нападну источни Себатик 28. јуна 1965. одбијен је тешким бомбардовањем.  У августу 1965. године, непознати нападач је покушао да дигне у ваздух стуб далековода, док је у септембру 1965. године мина уништила камион за сечу дрва. Сукоб се углавном завршио 12. августа 1966, а у децембру је у Тавау дошло до потпуног прекида ватре.

## Влада и међународни односи
Индонезија има конзулат у Тавау, а град има аранжмане са братским градовима, са Зангпингом, Кина и Парепареом, Индонезија.
Два члана парламента (посланици) представљају две парламентарне изборне јединице у округу: Тавау и Калабакан. Подручје представља шест чланова законодавне скупштине државе Сабах који представљају дистрикте: Балунг, Апас, Сри Тањунг, Меротаи, Тањунг Бату и Себатик.
Градом управља општинско веће Тавау. Површина под надлежности округа Тавау износи 2.510 ha (25,1 km2) градског подручја, 3.075 ha (30,75 km2)     околна насељена места, 568.515 ha (5.685,15 km2)     сеоског земљишта и 38.406 ha (384,06 km2) суседног морског подручја.

### Сигурност
Данас је Тавау један од шест округа укључених у морски полицијски час на источном Сабаху, који је од 19. јула 2014. године спровела малезијска влада ради одбијања напада милитантних група на југу Филипина.

## Географија
Тавау је на југоисточној обали Сабаха, окружен Сулуским морем на истоку, Целебеским морем на југу и дели границу са Источним Калимантаном (данас Северни Калимантан).   Град је удаљен приближно 1.904 километра од малезијске престонице Куала Лумпур и удаљен је 540 километара југоисточно од Кота Кинабалу. Главно градско подручје подељено је на три дела која се називају Сабиндо, Фајар и Тавау Лама (Стари Тавау). Сабиндо је трг, Фајар је комерцијално подручје, док је Тавау Лама оригинални део Тавауа. Готово 70% подручја која окружују Тавау су или висока брда или планине.

### Клима
Тавау има тропску прашумску климу према Кепеновој класификацији климе. Клима је релативно врућа и влажна са просечном температуром хлада око 26 °C (79 °F), са 29 °C (84 °F) у подне и пада на око 23 °C (73 °F) ноћу. У граду падавине су у току целе године, са тенденцијом да новембар, децембар и јануар буду највлажнији месеци, док су фебруар и март најсушнији месеци. Средње падавине Тавауа варирају од 1800 мм до 2500 мм. 
| Клима Тавау                                    | Клима Тавау   | Клима Тавау   | Клима Тавау   | Клима Тавау  | Клима Тавау   | Клима Тавау   | Клима Тавау   | Клима Тавау   | Клима Тавау   | Клима Тавау   | Клима Тавау   | Клима Тавау   | Клима Тавау      |
| Показатељ \ Месец                              | .Јан.         | .Феб.         | .Мар.         | .Апр.        | .Мај.         | .Јун.         | .Јул.         | .Авг.         | .Сеп.         | .Окт.         | .Нов.         | .Дец.         | .Год.            |
| ---------------------------------------------- | ------------- | ------------- | ------------- | ------------ | ------------- | ------------- | ------------- | ------------- | ------------- | ------------- | ------------- | ------------- | ---------------- |
| Максимум, °C (°F)                              | 31,6 (88,9)   | 31,4 (88,5)   | 31,9 (89,4)   | 32,3 (90,1)  | 32,4 (90,3)   | 31,8 (89,2)   | 31,3 (88,3)   | 31,5 (88,7)   | 31,7 (89,1)   | 31,9 (89,4)   | 32,0 (89,6)   | 31,9 (89,4)   | 31,8 (89,2)      |
| Просек, °C (°F)                                | 26,1 (79)     | 26,1 (79)     | 26,6 (79,9)   | 27,0 (80,6)  | 27,2 (81)     | 26,9 (80,4)   | 26,4 (79,5)   | 26,6 (79,9)   | 26,5 (79,7)   | 26,7 (80,1)   | 26,7 (80,1)   | 26,3 (79,3)   | 26,6 (79,9)      |
| Минимум, °C (°F)                               | 22,4 (72,3)   | 22,3 (72,1)   | 22,6 (72,7)   | 23,1 (73,6)  | 23,5 (74,3)   | 23,3 (73,9)   | 22,8 (73)     | 22,9 (73,2)   | 22,7 (72,9)   | 23,0 (73,4)   | 23,0 (73,4)   | 22,6 (72,7)   | 22,8 (73)        |
| Количина падавина, mm (in)                     | 138,3 (5,445) | 101,8 (4,008) | 100,5 (3,957) | 89,8 (3,535) | 126,3 (4,972) | 162,2 (6,386) | 207,3 (8,161) | 201,6 (7,937) | 178,7 (7,035) | 170,5 (6,713) | 150,3 (5,917) | 135,5 (5,335) | 1.762,8 (69,402) |
| Дани са падавинама (≥ 1.0 mm)                  | 13            | 11            | 10            | 10           | 12            | 12            | 14            | 13            | 12            | 13            | 13            | 13            | 146              |
| Сунчани сати — месечни просек                  | 182,5         | 183,8         | 216,5         | 222,6        | 231,1         | 191,6         | 216,2         | 218,9         | 198,3         | 198,1         | 193,3         | 194,0         | 2.446,9          |
| Извор: Национална управа за океане и атмосферу |               |               |               |              |               |               |               |               |               |               |               |               |                  |

## Демографија

### Етничка припадност и религија
Извештај о попису становништва у Малезији из 2010. године указује да цело подручје општине Тавау има укупно 397.673 становника. Градско становништво данас је мешавина различитих раса и етничких група. Немалајски грађани чине већину градске популације са 164.729 људи. Извештено је да су држављани Малезије у том подручју подељени на Бумипутре (расно подељени Баџао, Буги, Ибан, Јаванци, суб-етничка група и друге мање етничке групе — 134.456), кинески (40.061), индијски (833) и други (6.153). 
Немалајски држављани су углавном из Индонезије. Кинески Малезијци, као и друга места у Сабаху, углавном су Хакаси који су дошли током британске колонијалне ере. Њихова првобитна насеља била су око пута Апас, који је првобитно био пољопривредно подручје.  Бајау, Сулуци и Малајци су углавном муслимани. Малезијски Кинези су углавном будисти, мада су неки таоисти или хришћани. Постоји мали број хиндуса, сикизама, анимизама и секулариста у граду. 

Већина недржављана су муслимани.  Мали број Пакистанаца живи у граду, углавном радећи као власници продавница или ресторана. Већина недржављана ради и живи у плантажама. Неки од радника миграната натурализовани су као држављани Малезије. Међутим, још увек има много оних који живе без одговарајуће документације као илегални имигранти у граду са својим незаконитим насељавањем. 
- Џамија Ал-Каутхар, највећа џамија у Сабаху.
- Англиканска црква Тавау.
- Црква Свете Тројице, католичка црква у Тавау.
- Будистички храм у Тавау.
- Хиндуистички храм у Тавау.
- Храм сика у Тавау.

### Језици
Народ Тавау углавном говори малајски, са јасним  креолским језиком. Тавау је делио многе сличности са дијалектом Сабахан са источне обале и Индонезијом Бахаса, који се говори на Северном Калимантану.  Чести су и кантонски, хајнан и други дијалекатски језици мањина. Бајавски језик на источној обали има сличности са сама језиком на Филипинима и Калимантану. Бајаушки језик на источној обали разликује се од западне обале Бајау, где су на тај језик утицали малајски језици са брунејског малајског.  

## Економија
Од 1993. године постојало је 40 погона за прераду дрвета и низ пилана. Лука Тавау је главни улазни и извозни улаз за дрвену грађу, посебно са северног Калимантана.  Бартер трговина је формализована између Источног Калимантана (данас Северни Калимантан) и Сабаха стварањем удружења трговинске размене Тавау 1993. године. Удружење се бави трговином сировина из Индонезије заснованом на готовини, али се последњих година фокусирало на дрвну индустрију. Осим дрва, откако је британска владавина окончала извоз, традиционално су извозили зачине, какао и дуван.  Тавау је један од најбољих произвођача какаоа у Малезији и свету, заједно са Обалом Слоноваче, Ганом и Индонезијом. Главни је град какаоа и у Сабаху и у Малезији. Производња је углавном концентрисана у унутрашњости, северно од града, док је палмино уље производња концентрисана дуж путева. И какао и палмино уље део су великог пољопривредног сектора који је постао главни произвођач прихода у граду. 
Као и у Сандакану, људи у Тавау су се увек ослањали на море због своје прехране. Свакодневно се у заливу Кови може видети стотине еибара и бродова. Бартер трговина је такође честа у морском подручју око Тавауа. Морска зона Тавау једна је од четири морске зоне Сабах, а друга је била у Сандакану, Кудату и западној обали. У мору и пловним путевима око Тавауа пронађена је велика разноликост висококвалитетних риба и свих врста ракова. Узгој гамбора постао је највећи морски економски извор за округ. Најстарија и највећа фарма гамбора налазила се на овом подручју заједно са шест фабрика за прераду смрзнутих шкампа. 

## Превоз
Већина градских путева су државни путеви које је изградило и одржавало државно одељење за јавне радове. Програм је започео 2012. године за надоградњу градских путева и повећање броја јавних паркинга. Већина главних унутрашњих путева су двоструки коловози. Једина рута аутопута из Тавауа повезује: Тавау — Семпорна — Кунак — Лахад Дату — Сандакан.
У граду саобраћају редовне аутобуске линије и таксији. Град има велике, кратке и локалне аутобуске станице. Међуградске услуге повезују Тавау са Лахад Дату, Сандакан, Телупид, Ранау, Симпанг Сапи, Кундасанг, Кота Кинабалу, Сипитанг, Бауфорт, Папар и Симпанг Ранау. Услуге на кратким удаљеностима повезују се са одредиштима, укључујући Сандакан и Семпорна.
Аеродром Тавау је други по величини аеродром у држави Сабах, после Кота Кинабалу, и летовима повезује град углавном са домаћим дестинацијама. Одредишта за аеродром укључују Јохор Бахру, Кота Кинабалу, Куала Лумпур и Сандакан. Летови су повезатни са међународним у Таракану, Индонезији и Бандар Сери Бегавану, Брунеји. Аеродром је отворен 2001. и имао је 1,64 милиона путника годишње. Први лет био је септембра 1953. године. До шездесетих година аеродром се користио за мале летелице као што је Фокер F27. Писта је проширена 1980-их, омогућавајући јој да управља Боингом 737. Средином 90-их аеродром је повезан директним летовима за Баликпапан, Таракан и Макасар, у Индонезији. Фатална несрећа догодила се 1995. године када се авион срушио због пилотске грешке при слетању, што је довело до 34 смртних случајева. Цесна 208 караван срушио се при полетању 1995. године. Аеродром је затворен када се отворио нови аеродром Тавау.
Постоји неколико свакодневних трајектних линија од североисточног Калимантана до градске морске луке, повезујући град са острвом Себатик, Нунуканом и Тараканом. Ову руту су индонежански кријумчари користили за шверц субвенционисане робе из града у одређене делове Индонезије, посебно јужни Себатик, јер је ово подручје веома зависно од Тавауа.  Многи Индонежани у близини међународне границе одлучују се да потраже лечење у граду због нижих трошкова и бољих објеката у поређењу са другим индонежанским градовима. 

## Јавне службе
Дворски комплекс Тавау налази се у улици Дунлоп. Садржи виши суд, суд за заседања и суд за прекршаје. Суд Сиријах налази се у улици Абаца. Окружно седиште полиције налази се у улици Тањунг Бату, а друге полицијске станице налазе се широм округа, укључујући залив Бергосонг, Калабакан, Сери Индах и Тавау. Затвор Тавау се налази у центру града.
Тавау има једну јавну болницу, четири амбуланте за јавно здравље, три амбуланте за мајку и дете, седам сеоских клиника, једну мобилну клинику и две клинике Малезије.  Болница Тавау главна је градска болница и важна здравствена установа за пацијенте из Семпорне, Лахад Дату, Кунака и Сандакана. Индонезијски пацијенти у близини пограничног подручја такође често посећују болницу. Специјалистичка поликлиника Тавау је здравствена клиника која прима пацијенте из Тавауа и околних подручја, као и пацијенте из Филипина и Индонезије. Специјалистичка поликлиника Тавау има низ медицинских специјалиста, медицинску лабораторију и радиолошке службе.   Болница је прошла низ модернизацију од 1990. године изградњом специјалистичких клиника, централног одељења за стерилне услуге, нових одељења и операционих сала. Специјалистичка болница Тавау једина је приватна болница у граду. Регионална библиотека Тавау једна је од три регионалне библиотеке у Сабаху, остале су у Кенингау и Сандакану. Овим библиотекама управља одељење државне библиотеке Сабах. Неке школе, факултети или универзитети имају приватне библиотеке. 

У граду и око њега постоји много државних школа. Град има две приватне школе, назване кинеска средња школа Сабах и средња школа Висион. Тавау има два од три образовна центра нивоа А у држави Сабах — институт за науку и менаџмент.   У граду се налази учитељски колеџ. За терцијарно образовање град има колеџ заједницу и студентске градове два универзитета. 
- Регионална библиотека Тавау, једна од три регионалне библиотеке у Сабаху.
- Суд Тавау.
- Студентски град у Тавау.

## Култура и разонода
Међународни културни фестивал Тавау је годишња манифестација, први пут одржана 2011. године, која је промовисана због свог потенцијала да привуче туристе. Звоник Тавау у градском парку саградили су Јапанци 1921. године убрзо после Првог светског рата у знак блиских савезничких односа између Јапана и Велике Британије. Остале историјске атракције укључују јапански ратни споменик Тавау, меморијални споменик за сукобе, јавне службе и братске градове. Тавау је један од најбољих центара за производњу какаоа у Малезији. Музеј чоколаде постао је једна од важних историјских атракција града откако је 1970-их основан. У музеју се продају разне врсте какао производа, укључујући чоколадни џем и топле какао напитке.
Тавау има оближња заштићена подручја и подручја одвојена за разоноду. Национални парк Тавау Хилс има излетишта, огромно камповање и кабине. Удаљен је 24 km (15 mi) од Тавауа. Дебело брдо удаљено је приближно 428 m (1.404 ft) од града. Део је шумског резервата Букит Гемок, који је 1984. проглашен резерватом природе.  Лука Тавау се користи као транзитна тачка до острва у близини града, укључујући Сипадан, Мабул, Капалаи, Матаке и индонежанска острва, укључујући јужни Себатик, Таракан и Нунукан. 
Главно трговачко подручје у Тавау је Eastern Plaza. Изграђена је 2005. године, завршена 2008. и отворена у мају 2009. године. Комплекс има три нивоа паркинга за аутомобиле са 476 затворених и 49 отворених паркинг места.  Sabindo Plaza је отворен у јануару 1999. године и познат је као први тржни центар изграђен у Тавау. Постоји пијаца која се протеже дуж улице Дунлоп. Тржиште Тавау Тањунг основано је 1999. године. Од тада се проширио на 6.000 тезги и познат је као највеће затворено тржиште у Малезији. 
 

У граду се налази спортски комплекс са теренима за бадминтон, тенис, одбојку и кошарку и два стадиона за хокеј и фудбал. Министар омладине и спорта  најавио је 2014. оснивање Националног спортског института у Тавау. То је трећи спортски центар у Сабаху, завршен 2015. године. Прекогранични спортски догађај одржан је 2014. између града Нунукана у Индонезији. Предложено је да се понавља сваке године како би се ојачале везе између градова. 
- Звоник (лево) и споменик јавне службе (десно).
- Јапански ратни споменик Тавау.
- Први тржни центар Тавауа.
- Маркер Хил.

## Истакнути становници
Политички
- Малезијски политичар Чуа Сун Буи[106]

Забавни
- Малезијска манекенка Амбер Чиа[107]
- Малезијски кантаутор, музичар, филмски продуцент, музички продуцент и глумац Пете Тео[108]

Спортски
- Малезијски фудбалер Јуламри Мухамад[109]
- Малезијски фудбалер Рафиудин Родин[110] [111]
- Малезијски фудбалер Шахрул Азхар Туре[112]
- Малезијски играч крикета Сисванто Хаиди[113]
- Малезијски фудбалер Сумарди Хајалан[114] [115]